# Зёйдема, Кун
Кун Зёйдема (нидерл. Coen Zuidema; 29 августа 1942, Индонезия) — нидерландский шахматист, международный мастер (1964).
Чемпион Нидерландов (1972). В составе сборной Нидерландов участник 4-х Олимпиад (1964—1966, 1970—1972) и 3-го командного чемпионата Европы (1965).

## Изменения рейтинга
| Графики недоступны из-за технических проблем. См. информацию на Фабрикаторе и на mediawiki.org. |